# Docidomyia froggatti
Docidomyia froggatti är en tvåvingeart som beskrevs av Paramonov 1951. Docidomyia froggatti ingår i släktet Docidomyia och familjen svävflugor. Inga underarter finns listade i Catalogue of Life.